# João I van Kongo
João I van Kongo ook bekend als Nzinga Nkuwu of Nzinga a Nkuwu (1440-1506) heerste van 1470 tot 1506 over het koninkrijk Kongo, als vierde of vijfde Mwene Kongo. Hij was gehuwd met koningin Nzinga a Nlaza. Ze hadden samen een zoon, Nzinga Mbemba, die hem zou opvolgen.

## Levensloop

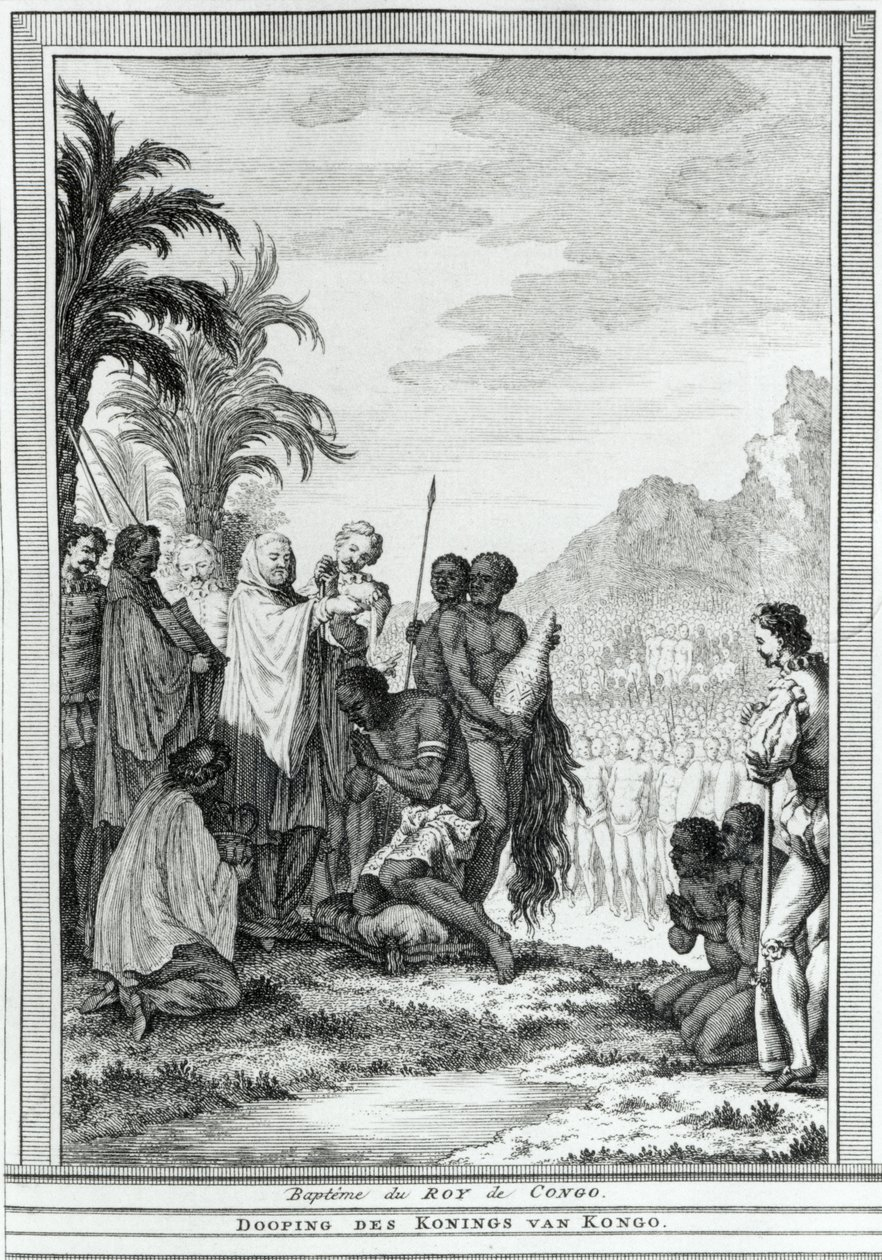
Gravure uit de 18e eeuw van de doop van Nzinga a Nkuwu.

Onder zijn bewind kwamen in 1482 Portugezen aan land onder hun kapitein Diogo Cão. Nieuwe missies volgden in 1483, 1485 en 1490. De Portugezen lieten er vier missionarissen achter en namen vier voorname Bakongo mee naar Europa. Ze werden er gedoopt en verbleven in een klooster. Na hun terugkeer liet Nzinga Nkuwu zich dopen tot João (3 mei 1491), naar zijn Portugese evenknie. Hierdoor is hij ook wel bekend als João I van Kongo. Zijn vrouw Nzinga a Nlaza en zijn zoon Nzinga Mwemba lieten zich dopen als resp. Eleanor en Afonso, en zijn hoofdstad M'banza-Kongo werd São Salvador. Hij stelde 1000 werklieden ter beschikking om met de Portugezen een kerk op te trekken. João zou echter al snel terugkeren tot animisme en polygamie.
Met Portugese hulp kon de koning zijn provincie Nsundi verdedigen tegen het koninkrijk Teke. Enige tijd nadien trokken de Portugese schepen terug huiswaarts, beladen met slaven en ivoor. 
Bij zijn dood in 1506 streden zijn zonen, de traditioneel gebleven Mpanzu a Nzinga en de katholiek geworden Nzinga Mwemba, om de opvolging. Eerstgenoemde werd gedood en laatstgenoemde liet zich kronen als Afonso I van Kongo.